# Pokémon Box
Pokémon Box est un logiciel de gestion et de stockage de Pokémon à grande échelle (il permet de gérer plusieurs milliers de Pokémon). Il est disponible sur Nintendo GameCube et est édité par The Pokémon Company.